# Cytotomie
Cytotomie ist ein Zellteilungsvorgang, bei dem sich eine vielkernige Zelle asynchron teilt, so dass verschieden große Tochterzellen entstehen. Der Vorgang dient der ungeschlechtlichen Fortpflanzung. Ein Beispiel für einen sich so vermehrenden Organismus ist die Foraminiferen-Art Allogromia laticollaris.

## Nachweise
- Rudolf Röttger: Wörterbuch der Protozoologie. In: Protozoological Monographs. Band 2. Shaker Verlag, Aachen 2001, ISBN 3-8265-8599-2, S. 55.